# Stefan Wogawa

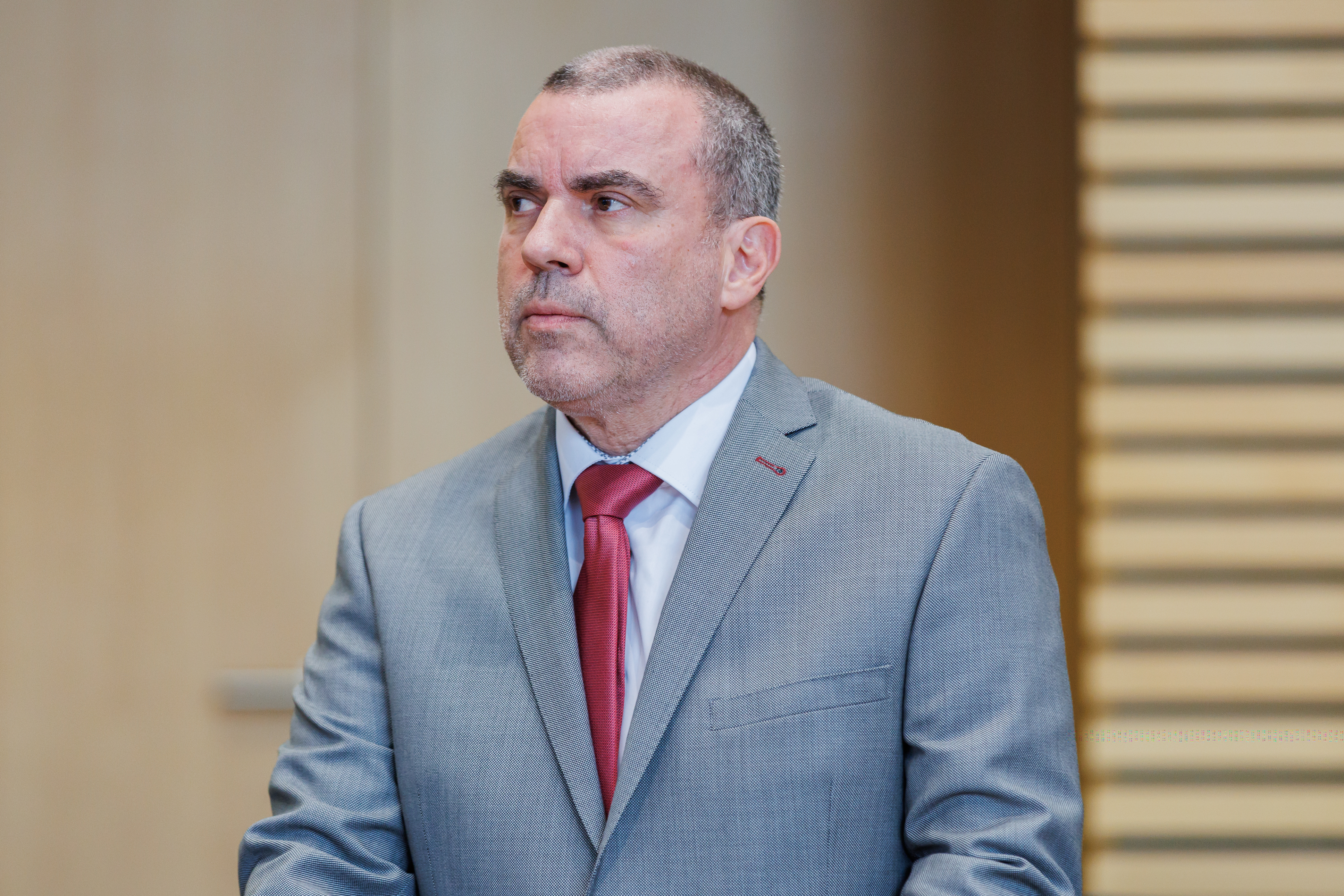
Wogawa (2024)

Stefan Wogawa (* 1967 in Weimar) ist ein deutscher Politiker (BSW) und Mitglied des Thüringer Landtags.

## Leben
Wogawa wuchs in der DDR auf und absolvierte dort von 1985 bis 1989 ein Maschinenbau-Studium an einer militärischen Hochschule, das er als Diplom-Ingenieurpädagoge abschloss. Im Anschluss leistete er bis 1992 Wehrdienst als Offizier. In den Jahren 1992–1997 studierte Wogawa an der Friedrich-Schiller-Universität Jena Soziologie, Politikwissenschaft, Geschichte der Naturwissenschaften und Technik. Das Studium schloss er 1997 als Magister artium ab. Anschließend war er bis 1999 als wissenschaftlicher Mitarbeiter in der empirischen Sozialforschung tätig und war dann bis 2016 als wissenschaftlicher Mitarbeiter der Fraktion der PDS bzw. später der Linkspartei angestellt. Im Jahr 2015 promovierte Wogawa zum Dr. rer. nat. im Fach Geschichte der Naturwissenschaften. Von 2017 bis 2024 arbeitete er als Referent im Thüringer Ministerium für Arbeit, Soziales, Gesundheit, Frauen und Familie. Bei der Landtagswahl 2024 erhielt er über Platz 15 der BSW-Landesliste ein Mandat im Landtag von Thüringen. Seit dem 12. Dezember 2024 ist er Parlamentarischer Geschäftsführer der dortigen BSW-Fraktion.
Seit 2004 ist Wogawa Mitglied im Stadtrat von Blankenhain (seit 2024 in der Fraktion Soziale Initiative Blankenhain), er war 2024 bis zur Annahme des Landtagsmandats auch Mitglied des Ortsteilrats in Schwarza. 2016 war Wogawa Vorstandsmitglied des Offenen Wirtschaftsverbands von klein- und mittelständischen Unternehmen, Freiberuflern und Selbstständigen in Thüringen e.V. (OWUS). Er ist journalistisch tätig und Autor von Werken u. a. zur Filmgeschichte der DDR und zur thüringischen Geschichte.

## Veröffentlichungen (Auswahl)
- Das Produktionsmodell der DDR. Versuch einer Annäherung, Logos-Verlag, Berlin 1997, ISBN 978-3-931216-39-9.
- Die Akte Ramelow. Ein Abgeordneter im Visier der Geheimdienste, Dietz, Berlin 2007, ISBN 978-3-320-02126-9.
- Das unsichtbare Visier – Die Geschichte einer Kultserie. Greifenverlag, Rudolstadt 2010, ISBN 978-3-86939-412-1.
- Ein gewisser Herr Ramelow. Der Akte zweiter Teil, Eckhaus-Verlag, Weimar 2014, ISBN 978-3-945294-03-1.
- Masern. Pocket-Wissen, THK-Verlag, Arnstadt 2020, ISBN 978-3-945068-18-2.
- Ein Alien kommt selten allein. Verrückte Geschichten über Außerirdische, Roboter und Vampire, THK-Verlag, Arnstadt 2020, ISBN 978-3-945068-26-7.